# Gökmen Kore
Gökmen Kore (* 1. srpna 1977 Istanbul) je turecký podnikatel a bývalý profesionální fotbalista, který se usadil v České republice. Byl prvním Turkem, který se objevil v české nebo československé nejvyšší soutěži. Věnoval se také futsalu.
V lednu 2019 byl průvodcem Bohemians Praha 1905 na soustředění v Turecku.

## Hráčská kariéra

### Začátky
Je odchovancem istanbulského klubu Galatasaray SK. Do A-mužstva se neprosadil, nastupoval za mužstvo do 21 let a na začátku října 1997 odešel na hostování do druholigového klubu Bakırköyspor. Druhou tureckou ligu hrál také v následující sezoně 1998/99 za Malatyaspor.

### První liga
V neděli 17. října 1999 se stal prvním tureckým fotbalistou, který zasáhl do zápasu v české nebo československé nejvyšší soutěži. Prvních devět startů si připsal v dresu Boby Brno (dobový název Zbrojovky) a poslední tři na jaře 2002 jako hráč Drnovic. Všech svých 12 startů nastřádal jako střídající hráč.
V sezoně 2000/01 hostoval v polském klubu Pogoń Štětín, prvoligový start si však nepřipsal a nastoupil jen ve dvou zápasech ligového poháru. Po této sezoně se stal hráčem Altay SK, neobjevil se však ani v turecké lize a jediný start zaznamenal v tureckém poháru.

### Nižší soutěže
Ve druhé lize nastupoval za Dolní Kounice (2002/03) a Mladou Boleslav (2003/04). Za brněnské B-mužstvo vstřelil osm gólů v Moravskoslezské fotbalové lize (1999/00). Na podzim 2004 hrál za FK Bohemia Poděbrady, na jaře 2005 v Rakousku za SCU Ardagger a poté opět v Poděbradech (2005–2008). Na podzim 2007 hostoval v FK Uhlířské Janovice, po odchodu z Poděbrad hrál za FC Miškovice (2008–2010), TJ Viktoria Vestec (2010/11) a od 1. září 2011 je hráčem SK Rapid Psáry.

### Ligová bilance
| Ročník                  | Zápasy | Góly | Minuty | Klub                   |
| ----------------------- | ------ | ---- | ------ | ---------------------- |
| II. liga 1997/98        | 6      | 1    | –      | Bakırköyspor           |
| II. liga 1998/99        | 28     | 3    | –      | Malatyaspor            |
| I. liga 1999/00         | 9      | 0    | 177    | FC Boby Brno           |
| MSFL 1999/00            | –      | 8    | –      | FC Boby Brno „B“       |
| I. liga 2001/02         | 3      | 0    | 67     | FK Drnovice            |
| II. liga 2002/03        | 12     | 2    | –      | FC Group Dolní Kounice |
| II. liga 2003/04        | 7      | 0    | –      | FK Mladá Boleslav      |
| CELKEM I. LIGA          | 12     | 0    | 244    |                        |
| CELKEM II. LIGA         | 53     | 6    | –      |                        |
| CELKEM MSFL – III. LIGA | –      | 8    | –      |                        |